# Pseudicius afghanicus
Pseudicius afghanicus är en spindelart som först beskrevs av Andreeva, Heciak, Prószynski 1984.  Pseudicius afghanicus ingår i släktet Pseudicius och familjen hoppspindlar. Inga underarter finns listade i Catalogue of Life.